# Han Lih-wu
Han Lih-wu (chiń. 杭立武; pinyin Háng Lìwǔ; ur. 26 stycznia 1903, zm. 26 lutego 1991) – tajwański polityk i dyplomata.

## Życiorys
Pochodził z prowincji Anhui. Ukończył studia na Uniwersytecie Nankińskim (1924), University of London (1927) i University of Wisconsin-Madison (1928). W latach 1929–1931 był dziekanem Wydziału Nauk Politycznych Uniwersytetu Nankińskiego, następnie w latach 1931–1946 przewodniczył Brytyjsko-Chińskiemu Towarzystwu Edukacyjnemu. W latach 1944–1948 pełnił urząd wiceministra, a następnie 1949–1950 ministra edukacji Republiki Chińskiej. Podczas ewakuacji rządu kuomintangowskiego na Tajwan nadzorował wywóz z Chin kontynentalnych zabytków i dzieł sztuki, które później znalazły się w kolekcji Narodowego Muzeum Pałacowego w Tajpej.
W latach 1950–1956 był doradcą prezydenta Czang Kaj-szeka. Był delegatem na 2. (1947), 15. (1968) i 16. (1970) sesję UNESCO. W latach 1956–1964 był ambasadorem Republiki Chińskiej w Tajlandii, od 1962 roku z jednoczesną akredytacją w Laosie. Następnie pełnił urząd ambasadora na Filipinach (1964–1968) i w Grecji (1968–1972). W 1968 roku otrzymał doktorat honoris causa Uniwersytetu De La Salle w Manili. Od 1979 roku był przewodniczącym Chińskiej Fundacji Praw Człowieka.